# Obafemi Martins
Obafemi Akinwunmi Martins (Lagos, 28 oktober 1984) is een Nigeriaans betaald voetballer die bij voorkeur in de aanval speelt. Sinds februari 2016 speelt hij voor Shanghai Shenua, daarvoor sinds maart 2013 voor het Amerikaanse Seattle Sounders. In 2004 debuteerde hij in het Nigeriaans voetbalelftal, waarvoor hij reeds meer dan dertig interlands speelde.

## Clubvoetbal
Martins' bijnaam luidt 'Oba Oba', de eerste drie letters van zijn voornaam. Hij loopt de 100 meter in minder dan 10,5 seconden. Martins is van nature linksbenig, maar kan ook met rechts schieten. Twee van zijn broers zijn eveneens profvoetballer: Oladipupo Olarotini Martins en John Abiola Martins.
Martins werd door Internazionale gescout op een internationaal jeugdtoernooi. In 2002 debuteerde hij in het eerste elftal van de Italiaanse club. In eerste instantie moest Martins genoegen nemen met voornamelijk invalbeurten. In het seizoen 2004/2005 brak hij door en verdrong hij Christian Vieri uit de basis. Sindsdien vormde hij samen met de Braziliaan Adriano het vaste spitsenkoppel bij de Nerrazurri. In 2006 behoorde Martins tot de selectie van Nigeria voor de Africa Cup.
In 2006 maakte Martins de overstap naar Newcastle United in de Engelse Premier League. Op zijn schouders rustte de taak om Alan Shearer te doen vergeten, Newcastle Uniteds topscorer aller tijden. Martins werd gekocht voor £10,1 miljoen (€15 miljoen) en tekende een contract voor vijf jaar. Op 27 augustus 2006 maakte hij zijn debuut in het shirt van Newcastle, maar viel meteen uit door een inwendige bloeding in het bovenbeen. In 88 wedstrijden scoorde hij 28 keer voor The Magpies.
Na de degradatie van Newcastle in 2009, maakte Martins de overstap naar Duitsland. De dan kersverse landskampioen VfL Wolfsburg betaalde €10,5 miljoen voor de aanvaller, waarin ze een spits voor rondom Edin Džeko en Grafite zagen, de vedettes van het team. Hij tekende voor vier seizoenen, maar verkaste een jaar later naar de Russische kampioen Roebin Kazan.
Bij deze club tekende hij in juli 2010 een driejarig contract, dat € 17.000.000,- voor hem betaalde aan VfL Wolfsburg. Toen een half jaar later zijn zoontje geboren werd, vroeg Martins een tijdelijk transfer naar Engeland aan om zo meer tijd met zijn familie door te kunnen brengen. De clubleiding stemde hiermee in en Martins vervoegde zich in januari 2011 bij het Engelse Birmingham City FC, waar hij tot het einde van het seizoen voor zou uitkomen.
In de zomer van 2011 ging Martins weer terug naar Rusland, waar hij nog de beker won met Roebin Kazan. Ondanks deze prestatie mocht hij van de clubleiding transfervrij uitkijken naar een nieuwe club.
Op 13 september 2012 vond Martins in het Spaanse Levante UD een nieuwe club, alwaar hij een tweejarig contract ondertekende. Zijn debuut volgde tien dagen later tegen Real Sociedad. Prompt maakte hij ook zijn eerste doelpunt in het shirt van zijn nieuwe werkgever, waardoor deze de wedstrijd uiteindelijk met 2-1 won.
Op 11 maart 2013 werd bekend dat Martins een contract had getekend bij het Amerikaanse Seattle Sounders, nadat deze club een vergoeding van 4 miljoen euro betaald had aan Levante.

## Aanslag
In juni 2007 ontsnapte Martins aan de dood toen zijn auto in Lagos door drie gemaskerde mannen werd beschoten. De auto werd doorzeefd, maar alleen een medepassagier raakte lichtgewond. Martins denkt dat dit een bewuste poging was hem te vermoorden.

## Clubstatistieken
| Seizoen | Club              | Land                      | Competitie          | Competitie | Competitie | Beker | Beker | Internationaal | Internationaal | Totaal | Totaal |
| Seizoen | Club              | Land                      | Competitie          | Wed.       | Dlp.       | Wed.  | Dlp.  | Wed.           | Dlp.           | Wed.   | Dlp.   |
| ------- | ----------------- | ------------------------- | ------------------- | ---------- | ---------- | ----- | ----- | -------------- | -------------- | ------ | ------ |
| 2000/01 | AC Reggiana       | Vlag van Italië           | Serie C1            | 2          | 0          | 0     | 0     | —              | —              | 2      | 0      |
| 2001/02 | Internazionale    | Vlag van Italië           | Serie A             | 0          | 0          | 0     | 0     | 0              | 0              | 0      | 0      |
| 2002/03 | Internazionale    | Vlag van Italië           | Serie A             | 4          | 1          | 2     | 0     | 4              | 2              | 10     | 3      |
| 2003/04 | Internazionale    | Vlag van Italië           | Serie A             | 25         | 7          | 3     | 1     | 9              | 3              | 37     | 11     |
| 2004/05 | Internazionale    | Vlag van Italië           | Serie A             | 31         | 11         | 6     | 6     | 8              | 5              | 45     | 22     |
| 2005/06 | Internazionale    | Vlag van Italië           | Serie A             | 28         | 9          | 6     | 2     | 9              | 2              | 43     | 13     |
| 2006/07 | Newcastle United  | Vlag van Engeland         | Premier League      | 33         | 11         | 4     | 0     | 9              | 6              | 46     | 17     |
| 2007/08 | Newcastle United  | Vlag van Engeland         | Premier League      | 31         | 9          | 2     | 1     | —              | —              | 33     | 10     |
| 2008/09 | Newcastle United  | Vlag van Engeland         | Premier League      | 24         | 8          | 1     | 0     | —              | —              | 25     | 8      |
| 2009/10 | VfL Wolfsburg     | Vlag van Duitsland        | Bundesliga          | 16         | 5          | 1     | 0     | 8              | 0              | 25     | 5      |
| 2010    | Roebin Kazan      | Vlag van Rusland          | Premjer-Liga        | 12         | 2          | 0     | 0     | 5              | 0              | 17     | 2      |
| 2010/11 | → Birmingham City | Vlag van Engeland         | Premier League      | 4          | 0          | 2     | 2     | —              | —              | 6      | 2      |
| 2011/12 | Roebin Kazan      | Vlag van Rusland          | Premjer-Liga        | 8          | 1          | 1     | 0     | 8              | 2              | 17     | 3      |
| 2012/13 | Levante UD        | Vlag van Spanje           | Primera Division    | 21         | 7          | 3     | 0     | 3              | 2              | 27     | 9      |
| 2013    | Seattle Sounders  | Vlag van Verenigde Staten | Major League Soccer | 20         | 8          | 1     | 0     | —              | —              | 21     | 8      |
| 2014    | Seattle Sounders  | Vlag van Verenigde Staten | Major League Soccer | 31         | 17         | 2     | 2     | —              | —              | 33     | 19     |
| 2015    | Seattle Sounders  | Vlag van Verenigde Staten | Major League Soccer | 21         | 15         | 1     | 1     | 0              | 0              | 22     | 16     |
| 2016    | Shanghai Shenhua  | Vlag van China            | China Super League  | 26         | 9          | 5     | 6     | —              | —              | 31     | 15     |
| 2017    | Shanghai Shenhua  | Vlag van China            | China Super League  | 13         | 7          | 7     | 6     | 1              | 0              | 21     | 13     |
| 2018    | Shanghai Shenhua  | Vlag van China            | China Super League  | 1          | 3          | 0     | 0     | 5              | 1              | 6      | 4      |
| Totaal  | Totaal            | Totaal                    | Totaal              | 351        | 130        | 47    | 27    | 69             | 23             | 467    | 180    |

## Nationaal elftal
Martins debuteerde in 2004 voor het Nigeriaans voetbalelftal en kwam hiervoor daarna meer dan dertig keer uit. Zijn interlandcarrière ging op de rem toen hij in conflict raakte met de bondscoach. Aanleiding hiervan was een afwezigheid vanwege zijn zieke moeder. Hij zette al eens eerder zijn interlandcarrière stop, omdat de website van Nigeria FA (nationale voetbalbond) zijn geboortedatum verkeerd had vermeld (1 mei 1978). Hierdoor werd getwijfeld aan zijn echte leeftijd.
Martins nam met zijn vaderland deel aan het WK voetbal 2010 in Zuid-Afrika, waar The Super Eagles onder leiding van de Zweedse bondscoach Lars Lagerbäck voortijdig werden uitgeschakeld in een groep met Argentinië, Griekenland en Zuid-Korea.
| Interlands van Obafemi Martins          | Interlands van Obafemi Martins          | Interlands van Obafemi Martins          | Interlands van Obafemi Martins          | Interlands van Obafemi Martins          | Interlands van Obafemi Martins          | Interlands van Obafemi Martins          |
| №                                       | Datum                                   | Wedstrijd                               | Uitslag                                 | Soort wedstrijd                         | Doelpunten                              |                                         |
| Als speler bij FC Internazionale Milano | Als speler bij FC Internazionale Milano | Als speler bij FC Internazionale Milano | Als speler bij FC Internazionale Milano | Als speler bij FC Internazionale Milano | Als speler bij FC Internazionale Milano | Als speler bij FC Internazionale Milano |
| --------------------------------------- | --------------------------------------- | --------------------------------------- | --------------------------------------- | --------------------------------------- | --------------------------------------- | --------------------------------------- |
| 1.                                      | 5 juni 2004                             | Nigeria – Rwanda                        | 2 – 0                                   | Kwalificatie WK 2006                    | 2                                       |                                         |
| 2.                                      | 3 juli 2004                             | Nigeria – Algerije                      | 1 – 0                                   | Kwalificatie WK 2006                    | 0                                       |                                         |
| 3.                                      | 26 maart 2005                           | Nigeria – Gabon                         | 2 – 0                                   | Kwalificatie WK 2006                    | 0                                       |                                         |
| 4.                                      | 5 juni 2005                             | Rwanda – Nigeria                        | 0 – 1                                   | Kwalificatie WK 2006                    | 1                                       |                                         |
| 5.                                      | 4 september 2005                        | Algerije – Nigeria                      | 2 – 5                                   | Kwalificatie WK 2006                    | 3                                       |                                         |
| 6.                                      | 8 oktober 2005                          | Nigeria – Zimbabwe                      | 5 – 1                                   | Kwalificatie WK 2006                    | 2                                       |                                         |
| 7.                                      | 23 januari 2006                         | Nigeria – Ghana                         | 1 – 0                                   | Afrika Cup 2006                         | 0                                       |                                         |
| 8.                                      | 27 januari 2006                         | Nigeria – Zimbabwe                      | 2 – 0                                   | Afrika Cup 2006                         | 0                                       |                                         |
| 9.                                      | 31 januari 2006                         | Nigeria – Senegal                       | 2 – 1                                   | Afrika Cup 2006                         | 0                                       |                                         |
| 10.                                     | 4 februari 2006                         | Nigeria – Tunesië                       | 7 – 6 ns                                | Afrika Cup 2006                         | 0                                       |                                         |
| 11.                                     | 7 februari 2006                         | Nigeria – Ivoorkust                     | 0 – 1                                   | Afrika Cup 2006                         | 0                                       |                                         |
| 12.                                     | 9 februari 2006                         | Senegal – Nigeria                       | 0 – 1                                   | Afrika Cup 2006                         | 0                                       |                                         |
| Als speler bij Newcastle United         |                                         |                                         |                                         |                                         |                                         |                                         |
| 13.                                     | 14 oktober 2007                         | Mexico – Nigeria                        | 2 – 2                                   | Vriendschappelijk                       | 2                                       |                                         |
| 14.                                     | 21 januari 2008                         | Nigeria – Ivoorkust                     | 0 – 1                                   | Afrika Cup 2008                         | 0                                       |                                         |
| 15.                                     | 25 januari 2008                         | Nigeria – Mali                          | 0 – 0                                   | Afrika Cup 2008                         | 0                                       |                                         |
| 16.                                     | 29 maart 2009                           | Mozambique – Nigeria                    | 0 – 0                                   | Kwalificatie WK 2010                    | 0                                       |                                         |
| Als speler bij VfL Wolfsburg            |                                         |                                         |                                         |                                         |                                         |                                         |
| 17.                                     | 11 oktober 2009                         | Nigeria – Mozambique                    | 1 – 0                                   | Kwalificatie WK 2010                    | 0                                       |                                         |
| 18.                                     | 14 november 2009                        | Kenia – Nigeria                         | 2 – 3                                   | Kwalificatie WK 2010                    | 2                                       |                                         |
| 19.                                     | 20 januari 2010                         | Nigeria – Mozambique                    | 3 – 0                                   | Afrika Cup 2010                         | 1                                       |                                         |
| 20.                                     | 25 januari 2010                         | Zambia – Nigeria                        | 4 – 5 ns                                | Afrika Cup 2010                         | 0                                       |                                         |
| 21.                                     | 28 januari 2010                         | Ghana – Nigeria                         | 1 – 0                                   | Afrika Cup 2010                         | 0                                       |                                         |
| 22.                                     | 30 januari 2010                         | Nigeria – Algerije                      | 1 – 0                                   | Afrika Cup 2010                         | 0                                       |                                         |
| 23.                                     | 25 mei 2010                             | Nigeria – Saoedi-Arabië                 | 0 – 0                                   | Vriendschappelijk                       | 0                                       |                                         |
| 24.                                     | 12 juni 2010                            | Argentinië – Nigeria                    | 1 – 0                                   | WK 2010                                 | 0                                       |                                         |
| 25.                                     | 22 juni 2010                            | Nigeria – Zuid-Korea                    | 2 – 2                                   | WK 2010                                 | 0                                       |                                         |
| Als speler bij Roebin Kazan             |                                         |                                         |                                         |                                         |                                         |                                         |
| 26.                                     | 11 augustus 2010                        | Zuid-Korea – Nigeria                    | 2 – 1                                   | Vriendschappelijk                       | 0                                       |                                         |
| 27.                                     | 5 september 2010                        | Nigeria – Madagaskar                    | 2 – 0                                   | Kwalificatie Afrika Cup 2012            | 1                                       |                                         |
| 28.                                     | 10 oktober 2010                         | Guinee – Nigeria                        | 1 – 0                                   | Kwalificatie Afrika Cup 2012            | 0                                       |                                         |
| Als speler bij Levante UD               |                                         |                                         |                                         |                                         |                                         |                                         |
| 29.                                     | 15 november 2012                        | Venezuela – Nigeria                     | 1 – 3                                   | Vriendschappelijk                       | 0                                       |                                         |
| Als speler bij Seattle Sounders         |                                         |                                         |                                         |                                         |                                         |                                         |
| 30.                                     | 23 maart 2013                           | Nigeria – Kenia                         | 1 – 1                                   | Kwalificatie WK 2014                    | 0                                       |                                         |
| 31.                                     | 13 november 2015                        | Swaziland – Nigeria                     | 0 – 0                                   | Kwalificatie WK 2018                    | 0                                       |                                         |
| 32.                                     | 17 november 2015                        | Nigeria – Swaziland                     | 2 – 0                                   | Kwalificatie WK 2018                    | 0                                       |                                         |

## Erelijst
| Competitie             |                |                  |                |                |
| Competitie             | Aantal         | Jaren            |                |                |
| Internazionale         | Internazionale | Internazionale   | Internazionale | Internazionale |
| ---------------------- | -------------- | ---------------- | -------------- | -------------- |
| Serie A                | 1x             | 2005/06          |                |                |
| Coppa Italia           | 2x             | 2004/05, 2005/06 |                |                |
| Supercoppa             | 1x             | 2006             |                |                |
| Birmingham City        |                |                  |                |                |
| League Cup             | 1x             | 2010/11          |                |                |
| Roebin Kazan           |                |                  |                |                |
| Russische supercup     | 1x             | 2012             |                |                |
| Seattle Sounders       |                |                  |                |                |
| MLS Supporters' Shield | 1x             | 2014             |                |                |
| US Open Cup            | 1x             | 2014             |                |                |
| Shanghai Shenhua       |                |                  |                |                |
| Chinese FA Cup         | 1x             | 2017             |                |                |